# Cellule β
Le cellule β (cellule beta) sono le più numerose tra quelle presenti nel pancreas (circa il 60% delle cellule insulari) ed occupano le zone più interne delle isole di Langerhans, dette anche isole pancreatiche (gruppi di cellule ad attività endocrina) e secernenti insulina che costituiscono circa il 2% della massa pancreatica.
Tali cellule sono quindi in grado di controllare i livelli ematici di glucosio secernendo insulina, ormone ipoglicemizzante, in risposta ad un aumento della glicemia.
Questo ormone agisce a livello del fegato, dei muscoli scheletrici e del tessuto adiposo aumentando la quantità di glucosio che entra nelle cellule e che quindi viene utilizzato per produrre energia.

## Fisiologia delle cellule β pancreatiche

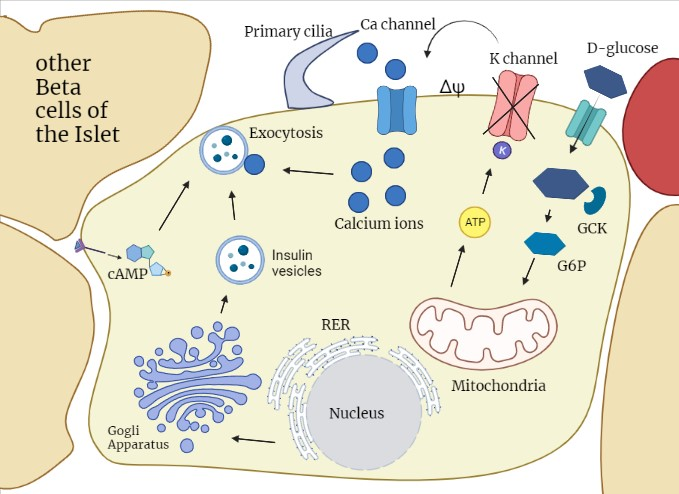
Nel diagramma è rappresentata la GSIS, dall'inglese Glucose Stimulated Insulin Secretion (secrezione insulinica mediata dal glucosio), l'insieme di segnalazioni cellulari che permettono la secrezione dell'insulina a seguito del rilevamento di un aumento del glucosio sanguigno

Le cellule β sono in grado di rilasciare insulina in seguito ad un aumento di glicemia: questo avviene poiché, in seguito ad un incremento della concentrazione del glucosio nel sangue, esso in piccole quantità viene trasportato all'interno di tali cellule. Un aumento del glucosio citosolico causa un corrispettivo aumento della concentrazione di ATP (prodotta dal catabolismo del glucosio); l'aumento dell'ATP intracellulare causa la chiusura dei canali ionici per il potassio (ligando dipendenti da ATP).
Il potassio è uno ione carico positivamente, normalmente presente all'interno della cellula in concentrazione di circa 150 mM. La concentrazione esterna è invece di circa 20 volte inferiore rispetto a quella interna, pertanto, con i canali aperti, esso tende ad uscire seguendo il gradiente chimico. La fuoriuscita di potassio, essendo paragonabile a una corrente positiva uscente, tende a polarizzare negativamente la cellula attorno ai -70 mV rispetto all'esterno. Se in presenza di ATP i canali per il potassio si chiudono, non vi è più la fuoriuscita di corrente e pertanto il potenziale intracellulare si sposta su valori meno negativi, ovvero si depolarizza.
Tale depolarizzazione causa a sua volta l'apertura dei canali ionici voltaggio dipendenti del calcio i quali, aprendosi, fanno sì che la concentrazione di calcio intracellulare aumenti. Il calcio funziona da messaggero intracellulare inducendo la fusione delle vescicole contenenti insulina con la membrana plasmatica e il conseguente riversamento all'esterno di insulina. Quando la glicemia diminuisce le cellule β ritornano allo stato di riposo.